# Timmersiekfeld
Timmersiekfeld (dänisch:  Timmersigmark) ist ein Ort der Gemeinde Handewitt, nördlich des Ortes Timmersiek und westlich des Ortes Unaften im Kreis Schleswig-Flensburg in Schleswig-Holstein.

## Lage
Timmersiekfeld liegt ungefähr 200 Meter östlich von Unaften. Die meisten Häuser des Ortes Timmersiekfeld liegen am Wallsbüllweg, der einen Teil der Bundesstraße 199 darstellt (Lage). Von diesem Straßensiedlungsbereich ist über den 200 Meter östlich gelegenen Kätnerweg, nach ungefähr 700 Metern, der Ort Timmersiek erreichbar. Neben diesem Straßensiedlungsbereich existieren noch 600 Meter südlich drei beieinanderliegende Häuser und Höfe, welche die Adressen Timmersiekfeld 1–3 tragen (Lage). Die besagte Straße Timmersiekfeld hat ihren Anfang am Wallsbüllerweg. Somit ist dieser kleinere Siedlungsbereich direkt vom dichter besiedelten Straßensiedlungsbereich von Timmersiekfeld erreichbar. Der Ort Timmersiekfeld besitzt im Übrigen beim Wallsbüllweg 24 eine eigene Bushaltestelle.

## Geschichte
Der Ort Timmersiekfeld dürfte ursprünglich den Feldbereich des Dorfes Timmersiek dargestellt haben. Bei anderen Ortsnamen mit dem Namensbestandteil Feld ist dies zumindest gewöhnlich entsprechend der Fall. Im Jahr 1782 begann in Timmersiek die Verkoppelung. Erstmals schriftlich verzeichnet ist der Ortsname 1797. Im Jahr 1800 siedelten sich drei Kätner vom Dorf Timmersiek am Wallsbüllweg an (Wallsbüllweg 20, 24 und 28). Die neue Ansiedlung wurde auf Grund ihrer Lage zunächst auch einfach nur „Wallsbüllweg“ genannt. Auf der vom dänischen Generalstab verwendeten Landesaufnahme der Wissenschaftlichen Gesellschaft Dänemarks von 1857/1858 war der am „Wallsbüllweg“ (Valsbølvej) liegende Straßensiedlungsbereich als „Valsböl Vejhse“ (zu deutsch: Wallsbüll-Weghäuser) verzeichnet.
Auf der Karte der Preußischen Landesaufnahme um 1879 war der Ort mit mehreren Häusern schließlich schon als Timmersiekfeld zu finden. Der Ort wuchs Schritt für Schritt weiter. Der Hof Timmersiekfeld 1 wurde um 1870 errichtet. Der Hof Timmersiekfeld 2 entstand um 1890. Das Haus Timmersiekfeld 3 wurde erst 1959 gebaut. Bis heute kamen neben diesen noch weitere Häuser hinzu. Timmersiekfeld gehörte über lange Zeit hinweg zur Gemeinde Timmersiek. So beschloss die Gemeindeversammlung von Timmersiek beispielsweise im Jahr 1906, auf Antrag der Gemeindemitglieder vom Wallsbüllweg, die Anstellung eines Nachtwächters in den Wintermonaten. 1974 wurde Timmersiek und somit auch Timmersiekfeld ein Teil der Großgemeinde Handewitt.